# Betzenhausen (Lauben)
Betzenhausen ist ein Ortsteil der oberschwäbischen Gemeinde Lauben im Landkreis Unterallgäu in Bayerisch-Schwaben.

## Lage
Die Einöde liegt etwa vier Kilometer nördlich von Lauben an einer Sackgasse. Sie ist über die Kreisstraße MN 32 an Frickenhausen und Oberschönegg angebunden. 
Östlich von Betzenhausen befindet sich das Waldgebiet Im Kopf. Die Landschaft ist ansonsten rings um den Weiler landwirtschaftlich geprägt.

## Geschichte
Die Einöde Betzenhausen dürfte im 7. bis 8. Jahrhundert entstanden sein. Erstmals erwähnt wurde die Siedlung 1279. Sie befand sich bis zur Mitte des 14. Jahrhunderts im Besitz des Hochstiftes Augsburg, bevor sie in den Besitz von Ytal Gueß kam. Dieser verkaufte die Siedlung 1402 an den Memminger Gerung Wilhaymer. Erhard Vöhlin, ein Memminger Patrizier, erwarb die Siedlung 1460 von Hans Rudolf und Hans Dietherr. Die Stadt Memmingen erwarb die Siedlung 1520 zusammen mit dem übrigen Besitz um Frickenhausen von den Vöhlins. Von dort gelangte Betzenhausen 1547 an das Unterhospital, wo es bis zum Reichsdeputationshauptschluss 1803 verblieb. Seitdem gehört die Einöde zur Gemeinde Lauben.

## Besonderheit
Eine Besonderheit der Einöde Betzenhausen ist deren Postleitzahl. Sie hat nämlich die 87743 von Egg an der Günz und nicht die 87761 von Lauben im Landkreis Unterallgäu.